# Rickettsia rickettsii
Rickettsia ricketsii es una especie bacteriana nativa del Nuevo Mundo y causa la enfermedad de la Fiebre de las Montañas Rocosas (RMSF). RMSF se transmite por la picadura de una garrapata (Ixodoidea) infectada, mientras se alimenta de animales de sangre caliente, incluyendo a humanos. El humano es un huésped accidental en el ciclo de vida de la garrapata-rickettsia y no se requiere para mantener la rickettsia en el ambiente. 
Wolbach se reserva el crédito de su primera y detallada descripción del agente etiológico en 1919. Claramente lo reconoce como una bacteria intracelular frecuentemente hallada en célula endotelial. Y deduce que en la garrapata, y también en células de mamíferos, el microorganismo era intranuclear. El núcleo era con frecuencia completamente llenado con diminutas partículas y se distendía. Wolbach también reconoce su similitud con el agente del tifus y de la fiebre fluvial del Japón, no cree que la designación 'rickettsia' sea apropiada; y propone Dermacentroxenus rickettsi. Emile Brumpt encuentra que el agente etiológico de RMSF, a pesar de algunas incertidumbres sobre sus propiedades, lo pone en el género Rickettsia y en 1922 propone el nombre Rickettsia rickettsii.